# Нибур, Маркус фон
Маркус фон Нибур (нем. Marcus von Niebuhr; 1 апреля 1817, Рим — 1 августа 1860, Обервайлер) — германский прусский политический деятель и научный писатель (в области экономики и истории), сын Бартольда Георга Нибура.
Был старшим ребёнком в семье из четырёх детей. Родился в Риме, но с 1823 года рос в Бонне. Образование получил в Катаринеуме, после чего изучал право в университетах Киля, Бонна, Галле и Берлина, после завершения учёбы работал клерком в министерстве культуры Пруссии и в 1848—1849 годах был корреспондентом газеты «Kreuzzeitung». В 1850 году получил ранг регирунгсрата и был назначен королём Фридрихом Вильгельмом IV на дипломатическую службу. В 1854 году получил ранг кабинетсрата (советника королевского кабинета) и членом государственного совета. В начале 1857 года был возведён во дворянство, но с 1856 года его психическое здоровье стало сильно ухудшаться в связи с инцидентом с кражей дипломатических депеш, касавшихся русско-прусских отношений, в том же году. В итоге вскоре он был вынужден уйти со службы и умер от психического заболевания через несколько лет, последние дни жизни проведя в коме.
Ему принадлежат несколько сочинений по банковому делу (Гамбург, 1846—1854) и сочинение по истории Вавилона и Ассирии «Geschichte Assurs und Babels» (Берлин, 1857); в этой работе он стремился продемонстрировать соответствие между изложенным в Библии и научными данными.